# Zdzisław Klafka
Zdzisław Klafka (ur. 22 marca 1959 w Kołczygłowach) – polski duchowny rzymskokatolicki, redemptorysta, profesor nadzwyczajny AKSiM, od 8 lutego 2002 do 5 lutego 2008 prowincjał tego zakonu. Od listopada 2008 redaktor Radia Maryja, Telewizji Trwam i wykładowca etyki w Wyższej Szkole Kultury Społecznej i Medialnej w Toruniu oraz były wykładowca teologii moralnej w Wyższym Seminarium Duchownym Redemptorystów w Tuchowie. W 2012 roku objął stanowisko rektora w Wyższej Szkole Kultury Społecznej i Medialnej w Toruniu.

## Życiorys
Po maturze w 1978 wstąpił do zgromadzenia redemptorystów. Święcenia kapłańskie otrzymał w Tuchowie w 1985. Kilka lat po święceniach wyjechał do Rzymu, gdzie ukończył studia teologii moralnej na Akademii Alfonsjańskiej i został doktorem. Przed wyjazdem z Polski przebywał m.in. na placówkach w Szczecinku i Toruniu.
W styczniu 2001 został przewodniczącym Zespołu Misyjnego „Wschód”, a we wrześniu zarząd prowincji mianował go współpracownikiem Centrum Duchowości Warszawskiej Prowincji Redemptorystów. 8 lutego 2002 został wybrany prowincjałem redemptorystów. Funkcję sprawował przez dwie trzyletnie kadencje do 5 lutego 2008. Na stanowisku przełożonego Zgromadzenia Najświętszego Odkupiciela zastąpił go o. Ryszard Bożek.
Od listopada 2008 pracuje w Radiu Maryja i Telewizji Trwam oraz wykłada etykę w Wyższej Szkole Kultury Społecznej i Medialnej w Toruniu. Wykładał także w roku akademickim 2009/2010 teologię moralną w Wyższym Seminarium Duchownym Redemptorystów w Tuchowie. Publikuje w „Naszym Dzienniku”.
Od 2020 pełni stałą posługę duszpasterską w Sanktuarium Najświętszej Maryi Panny Gwiazdy Nowej Ewangelizacji i św. Jana Pawła II w Toruniu.
15 października 2022 w uznaniu zasług naukowych, dydaktycznych i organizacyjnych oraz w podziękowaniu za wieloletnią pracę na rzecz społeczności akademickiej otrzymał tytuł profesora uczelni AKSiM.